# 颜斶
颜斶（？—？），中国战国时期齐国人，隐居不仕。因其与齐宣王的对话和提出“晚食以当肉，安步以当车，无罪以当贵”而闻名于史。

## 生平
其主要事件载于《战国策·齐策四》中。
齐宣王召见齐国处士颜斶，颜斶提出“士前趋为慕势，王前趋为趋士”，争论国君与士人谁尊谁卑的问题。颜斶公开声称“士贵耳，王者不贵”，并用各类历史事实加以证明，以此来讽谏齐王尊重人才。后齐宣王请为之弟子，想重用颜斶，但颜斶拒绝齐宣王的引诱而拜辞以去。

## 后世纪念
- 后世存有颜斶墓，位置在今天山东省桓台县马踏湖区[2]。
- 成语“安步当车”即出自颜斶与齐宣王的对话[1]。
- 颜斶成为后世文人隐士推崇的典范，而《战国策》中的“齐宣王见颜斶”一段亦成为名篇。毛泽东《浣溪沙·和柳亚子先生》中有“颜斶齐王各命前”一句。